# Orcs & Elves
Az Orcs & Elves egy fantasy szerepjáték videójáték formájában mobiltelefonra és Nintendo DS-re. John Carmack és a Fountainhead Entertainment fejlesztette ki, az id Software felügyelete alatt, majd az EA Mobile adta ki, s később a Nintendo licencelte a terméket és kiadta Nintendo DS-re. 2006. május 1-jén adták ki mobiltelefonra, még mielőtt elkezdték volna átírni Nintendo DS-re 2007. november 15-én.
A játék a Doom RPG motorján alapszik és ez az id első szellemi alkotása a Quake óta. A DS változatban már tovább fejlesztették a grafikát, jóval kifinomultabb lett, 3D-s környezet veszi körül a játékost és video bejátszások színesítik a játék menetét. Továbbá két új pályával is bővült a játék, nem beszélve a karakterek feljavításáról, s mindezt érintőképernyőn játszhatja a játékos. A sorozat második része Orcs & Elves II címen jelent meg 2007. november 15-én.

## Történet
|  | Alább a cselekmény részletei következnek! |

A játék főhőse Elli, egy fiatal elf, akinek egy saját tudattal rendelkező Ellon nevű varázspálcája van. Ellon képes kommunikálni másokkal és ő birtokolja King Brahm „rejtélyes üzenetét”, aki Zharrkarag Hegység uralkodója és egyben Elli apjának egyik közeli barátja. Amikor Elli megérkezik Zharrkarag-ba, megtalálja az orkok és más szörnyek által elfoglalt fellegvárat, ahová magukkal vitték King Brahm-ot.  Kalandja során Elli és Ellon megpróbálja megtalálni King Brahm-ot és a választ a fellegvár elfoglalására.
|  | Itt a vége a cselekmény részletezésének! |

## Játékmenet
Az Orcs & Elves egy FPS nézetben játszódó körökre osztott szerepjáték. A harcokban minden egyes mozgás, lövés vagy varázslás lépésnek számít, kivéve a fordulás és a fegyverek közti váltogatás. A játék úgy van kitalálva, hogy minden egyes lépésnél a játékos egy képzeletbeli négyzetrácsos padlón mozog, amely szerint minden egyes kocka egy lépést jelent a körökre osztott játék során, mindezt belső nézetben.
A játék összes pályája föld alatt kazamatákban játszódik, ahol különböző méretű és berendezésű helységek, illetve szobák találhatóak, amelyeket bármikor bejárhat a játékos. Sokszor le van zárva egy-egy útvonal azért, hogy a történet szerint folyjon a játék és bizonyos dolgokat muszáj, hogy teljesítsünk, mint például rejtett kapcsolókat kell aktiválni, segítőkész szellemekkel kell találkozni vagy rúnákkal kell kinyitni kapukat. Továbbá néhány ellenségnél is muszáj, hogy valamilyen stratégiát alkalmazzunk, mivel immuúnisak lehetnek különböző varázslatokra vagy támadásokra.
Néhány alapvető szerepjáték elem is bekerült a játékba, mint például a barlangokban való mászkálás, a karakter felfejlesztése, illetve tárgyak megvétele aranyért cserébe. Ahogyan a játékos egyre jobban a játék vége felé közeledik, úgy nőnek az egyes tulajdonságai, mint például az erőssége, az életereje és a védekezése. Közben pedig különböző titkos területeket, s tárgyakat fedez fel, illetve küldetéseket old meg. Habár a játékos csupán egy kezdetleges karddal és egy Ellon nevű varázspálcával rendelkezik a játék elején, később már egyre erősebb fegyvereket és páncélokat találhat, illetve vásárolhat magának aranyért egy Gaya a Sárkány nevű sárkánytól, aki minden egyes pálya végén megtalálható a portálnál. A tárgyak akár lehetnek passzív és aktív hatásúak. A passzívakhoz például a pajzsok tartoznak, amelyek megvédik a játékost, vagy a gyűrűk és a kulacsok, amelyek viszont a játékos képességein javít. Az aktívakhoz pedig az erősebb fegyverek tartoznak, mint például a harci kalapácsok, a számszeríjjak vagy a varázspálcák.
A Nintendo DS változatban akár rúnák segítségével is tudunk varázsolni a DS-hez mellékelt ceruzával. A mozgás és a tárgyak használata, illetve a menü vezérlése is ezzel a ceruzával történik, így nem kell a gép gombjait használni.

## Fogadtatás
| Weboldal      | Eredmény      |
| ------------- | ------------- |
| Mobiltelefon  |               |
| IGN           | [ 7 ]         |
| 1UP           | „A” minősítés |
| Nintendo DS   |               |
| IGN           | [ 9 ]         |
| 1UP           | „B” minősítés |
| GameSpot      | [ 11 ]        |
| Game Informer | [ 12 ]        |
| GameSpy       | [ 13 ]        |
| Eurogamer     | [ 14 ]        |

Amikor az Orcs & Elvest kiadták mobiltelefonra, a kritikusok nagyon jó fogadtatásban részesítették, a GameRankings.com-on pedig átlagos, 86%-os eredményt kapott. Az IGN magasztalta a játék kinézetét, azzal a szöveggel, hogy „Nem tudod lenyomni a játék atmoszféráját és kinézetét.”, miközben leszögezi azt, hogy a játék működése és irányítása rendkívül hasonlít a Doom RPG-re. A 1UP.com a játék történetét dicsérte, mert állítása szerint még soha sem volt ennyire jó története egyetlenegy mobiltelefonos játéknak sem.
A később megjelent Nintendo DS változat viszont már csak 71%-ot kapott. Sok bonyodalom abból adódott, hogy egy technológiailag bonyolultabb gépre kellett átírni a játékot. A mobiltelefon jóval egyszerűbb technológiája miatt például nem lehet olyan hosszú a játék mint a DS változatban, illetve a játék grafikája is kezdetlegesebb.
A GameTrailers.com szerint a játék pályái „egészen megnyerőek”. A GamesRadar.com a következőket következtetésekre jutott a játékot illetően: „a pályák jól tervezettek, az akciók kiegyensúlyozottak és szórakoztatóak és mindegyik karakter rokonszenves.” Miután megnézte az IGN a játék utolsó verzióját, azt mondta, hogy „az Orcs & Elves igazán felfrissíti a szerepjátékok színterét”, viszont a Game Informer magazin jóval negatívabb véleményen van: azt tanácsolja a játékosoknak, hogy „jobban teszed, ha inkább készítesz egy saját fantasy játékot az RPG Maker-rel.”

### Hivatalos oldalak
- Hivatalos oldal (angolul)
- Orcs & Elves az id Software oldalán (angolul)
- Orcs & Elves Archiválva 2008. augusztus 28-i dátummal a Wayback Machine-ben a Fountainhead Entertainment oldalán (angolul)
- Orcs & Elves az Electronic Arts oldalán (angolul)
- Orcs & Elves az Electronic Arts magyar oldalán

### Ismertetők
- Orcs & Elves a MobyGames.com-on (angolul)
- Orcs & Elves[halott link] a GameSpot.com-on (angolul)

### Egyéb
- Orcs & Elves John Carmack blogján (angolul)

### DS változat
- Orcs & Elves[halott link] az Electronic Arts magyar oldalán
- Orcs & Elves Archiválva 2008. december 2-i dátummal a Wayback Machine-ben a GameSpot.com-on (angolul)
- Orcs & Elves a 1UP.com-on (angolul)
- Orcs & Elves a GameFAQs.com-on (angolul)
- Orcs & Elves bemutat video a YouTube.com-on (angolul)